# غريس ثورب
غريس ثورب (بالإنجليزية: Grace Thorpe)‏ هي عالمة بيئة أمريكية، ولدت في 10 ديسمبر 1921 في أوكلاهوما في الولايات المتحدة، وتوفيت في 1 أبريل 2008.